# Odontoloma quadridens
Odontoloma quadridens là một loài bọ cánh cứng trong họ Bọ hung (Scarabaeidae).